# Гвајабал (Порторико)
Гвајабал (шп. Guayabal) град је у америчкој острвској територији Порторико, острвској држави Кариба.

## Демографија
По попису из 2010. године број становника је 2.036, што је 341 (-14,3%) становника мање него 2000. године.
| Група             | 2000.         | 2010.         |
| Белци             | 7 (0,3%)      | 3 (0,1%)      |
| Афроамериканци    | 158 (6,6%)    | 212 (10,4%)   |
| Азијати           | 0 (0,0%)      | 0 (0,0%)      |
| Хиспаноамериканци | 2.369 (99,7%) | 2.029 (99,7%) |
| Укупно            | 2.377         | 2.036         |